# لوی طالب
لوی طالب (عربی: لؤي طالب؛ زادهٔ ۹ اوت ۱۹۷۵) بازیکن سابق و مربی فوتبال اهل سوریه است.
از باشگاه‌هایی که در آن بازی کرده‌است می‌توان به باشگاه ورزشی الوحده (سوریه) اشاره کرد.
وی همچنین در تیم ملی فوتبال سوریه بازی کرده‌است.